# Swetlana Anatoljewna Samochwalowa
Swetlana Anatoljewna Samochwalowa  (russisch Светлана Анатольевна Самохвалова, * 20. Dezember 1972 in Moskau) ist eine ehemalige russische Radrennfahrerin und zweifache Weltmeisterin.
1989 wurde Swetlana Samochwalowa im heimischen Moskau zweifache Junioren-Weltmeisterin in der Einerverfolgung sowie im Punktefahren. 1995 und 1996 wurde sie Weltmeisterin im Punktefahren. Insgesamt errang sie sechs Medaillen bei Bahn-Weltmeisterschaften.
Samochwalowa war auch auf der Straße erfolgreich: So wurde sie 1998 russische Meisterin im Straßenrennen und gewann 1994 das Einzelzeitfahren Chrono Champenois.
Zweimal – 1992 und 1996 – startete Swetlana Samochwalowa bei Olympischen Spielen. 1992, in Barcelona, wurde sie Sechste in der Verfolgung, 1996, in Atlanta, Vierte im Punktefahren.